# Bhumibol Adulyadej
Bhumibol Adulyadej, król Rama IX, wym. pʰūːmípʰōn àdūnjādèːt (ur. 5 grudnia 1927 w Cambridge, zm. 13 października 2016 w Bangkoku) – król Tajlandii w latach 1946–2016.
Imię ceremonialne: „Jego Wspaniałość, Wielki Pan, Siła Ziemi, Nieporównywalna Moc, Syn Mahidola, Potomek Boga Wisznu, Wielki Król Syjamu, Jego Królewskość, Wspaniała Ochrona” – Phrabat Somdej Phra Paramindra Maha Bhumibol Adulyadej Mahitaladhibet Ramadhibodi Chakrinarubodindara Sayamindaradhiraj Boromanatbophit.

## Życiorys
Bhumibol Adulyadej urodził się w Stanach Zjednoczonych, gdzie jego ojciec, książę Mahidol Adulyadej (1892–1929), studiował medycynę na Uniwersytecie Harvarda. Jego dziadkiem był król Chulalongkorn (Rama V). Bhumibol miał starszą siostrę, księżniczkę Galyani Vadhanę, i starszego brata, króla Anandę Mahidola (Rama VIII).
W 1933 roku wraz z matką i rodzeństwem przeniósł się do Szwajcarii, gdzie uczęszczał do szkoły podstawowej w Miremont oraz gimnazjum klasycznego w Lozannie. W 1945 rozpoczął studia na Uniwersytecie w Lozannie, na kierunku nauk technicznych. Po roku musiał przerwać studia w związku ze śmiercią brata, króla Ananda Mahidola, po którym odziedziczył tron. Wyznaczył regentem wuja Rangsita, co pozwoliło mu na powrót do Szwajcarii i dokończenie studiów, tym razem na kierunku nauk politycznych i prawa. W październiku 1948 roku, podczas przejazdu między Genewą a Lozanną, zderzył się z samochodem ciężarowym. Wskutek wypadku doznał urazu pleców, paraliżu połowy twarzy i utraty wzroku na prawym oku.
W 1950 roku powrócił do Tajlandii na ceremonię koronacyjną, która odbyło się 5 maja. Początkowo odgrywał niewielką rolę wobec skromnych uprawnień konstytucyjnych oraz autorytarnego charakteru rządów wojskowych.
W 1973 i 1992 pomógł jednak rozwiązywać konflikty i przeprowadzić transformację do w pełni demokratycznego ustroju, zdobywając sobie szacunek poddanych i autorytet w świecie. W 1987 powszechne referendum nadało mu przydomek „Wielki”. Jego jedynym synem jest Maha Vajiralongkorn. Od 21 sierpnia 1982 był najdłużej urzędującą głową państwa na świecie.
Zmarł 13 października 2016 w szpitalu w stolicy Tajlandii, po jego śmierci ogłoszono roczną żałobę narodową. Kremacja i pogrzeb odbyły się ponad rok po śmierci monarchy, między 25 a 29 października 2017.
Według magazynu „Forbes” był jednym z najbogatszych monarchów. Jego majątek szacuje się na 30 mld USD. Na liście 50. najbogatszych polityków świata sporządzonej przez tygodnik „Angora” zajmował 2. miejsce z ww. majątkiem osobistym. Krytyka króla i obraza majestatu karana jest wyrokiem więzienia od 3 do 15 lat. Strony internetowe krytykujące jego rządy są cenzurowane.
Krótkofalowiec, posiadał znak HS1A.

## Rodzina
28 kwietnia 1950 zawarł związek małżeński z Sirikit Kitiyakara (ur. 1932). Para doczekała się czwórki potomstwa: Ubol Ratana (ur. 1951), następca tronu Maha Vajiralongkorn (ur. 1952), Maha Chakri Sirindhorn (ur. 1955) i Chulabhorn (ur. 1957).

## Odznaczenia
- Order Rajamitrabhorn (Tajlandia)
- Order Domowy Chakri (Tajlandia)
- Wielka Wstęga Orderu Chula Chom Klao (Tajlandia)
- Wielka Wstęga Orderu Słonia Białego (Tajlandia)
- Wielka Wstęga Orderu Korony Tajlandii
- Łańcuch Orderu Wyzwoliciela San Martina (Argentyna)
- Wielka Gwiazda Odznaki Honorowej za Zasługi dla Republiki Austrii (Austria)
- Wielka Wstęga Orderu Leopolda (1960, Belgia)
- Order Domowy Korony Brunei (1990, Brunei)
- Order Słonia (1958, Dania)[13]
- Order Królowej Saby (1968, Etiopia)
- Krzyż Wielki Orderu Sikatuny (1968, Filipiny)
- Krzyż Wielki Orderu Legii Honorowej (1960, Francja)
- Krzyż Wielki Orderu Zbawiciela (1963, Grecja)Zdjęcie z pogrzebu Ramy IX

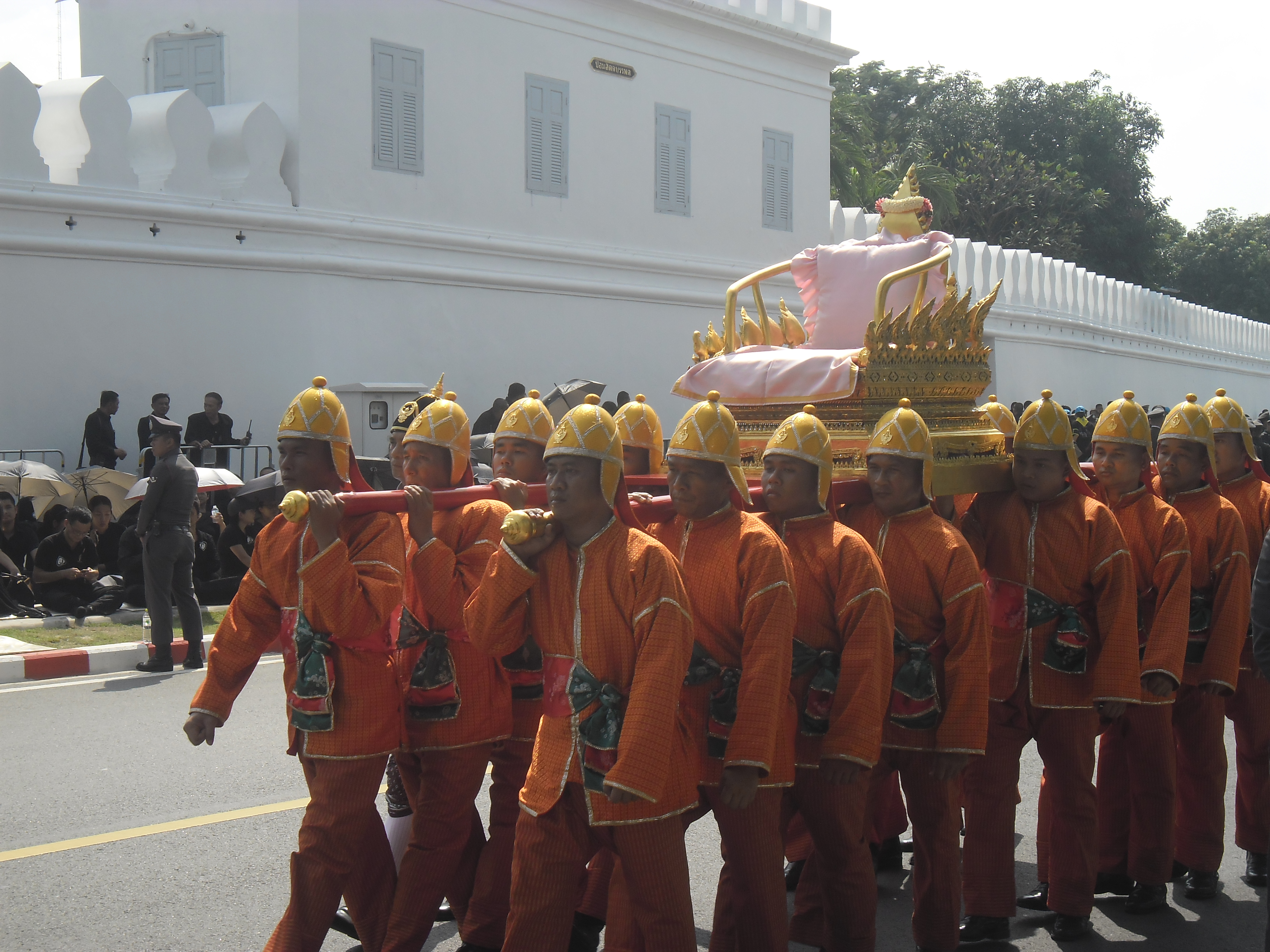
Zdjęcie z pogrzebu Ramy IX

- Order Złotego Runa (2006, Hiszpania)
- Łańcuch Orderu Karola III (1987, Hiszpania)
- Łańcuch Orderu Zasługi Cywilnej – (1987, Hiszpania)
- Kawaler Krzyża Wielkiego Orderu Lwa Niderlandzkiego (1960, Holandia)
- Order Gwiazdy Indonezji (1961, Indonezja)
- Order Pahlawiego (1968, Iran)
- Order Chryzantemy (1963, Japonia)
- Krzyż Wielki Królewskiego Orderu Kambodży (1954, Kambodża)
- Wielki Order Mugunghwa (1981, Korea Południowa)
- Krzyż Wielki Orderu Miliona Słoni i Białego Parasola (1963, Laos)
- Order Domowy Złotego Lwa Nassau (1960, Luksemburg)
- Order Korony Królestwa (1963, Malezja)
- Nepal Pratap Bhaskara (1986, Nepal)
- Krzyż Wielki Orderu Świętego Olafa (1960, Norwegia)
- Krzyż Wielki Wstęgi Trzech Orderów (1960, Portugalia)
- Stopień Specjalny Krzyża Wielkiego Orderu Zasługi Republiki Federalnej Niemiec (1984, RFN)
- Krzyż Wielki z Łańcuchem Orderu Gwiazdy Rumunii (Rumunia)
- Chief Commander Legii Zasługi (1960, Stany Zjednoczone)
- Order Królewski Serafinów (1960, Szwecja)
- Wielka Wstęga Orderu Lśniącego Jadeitu (1963, Tajwan)
- Złoty Łańcuch Orderu Piusa IX (1960, Watykan)
- Królewski Łańcuch Wiktoriański (1960, Wielka Brytania)
- Kawaler Krzyża Wielkiego Udekorowany Wielką Wstęgą Orderu Zasługi Republiki Włoskiej (1960, Włochy)
- Złoty Order Olimpijski (1987)
- W uznaniu zasług na polu poznania i ochrony gleb 5 grudnia, dzień urodzin króla, został ustanowiony Światowym Dniem Gleby (2013, ONZ)